# Mustamäe (wijk)
Mustamäe is een subdistrict of wijk (Estisch: asum) binnen het stadsdistrict Mustamäe in Tallinn, de hoofdstad van Estland. De wijk telde 49.261 inwoners op 1 januari 2020. Het is binnen Tallinn de wijk met het hoogste aantal inwoners. De wijk grenst met de wijzers van de klok mee aan de wijken Sääse, Siili, Järve, Rahumäe, Nõmme, Vana-Mustamäe en Kadaka.
De naam van de wijk is, net als die van het stadsdistrict Mustamäe, afgeleid van de heuvel Mustamägi (‘zwarte berg’), die op de grens van de wijk Mustamäe met de wijken Nõmme en Vana-Mustamäe ligt.

## Geschiedenis

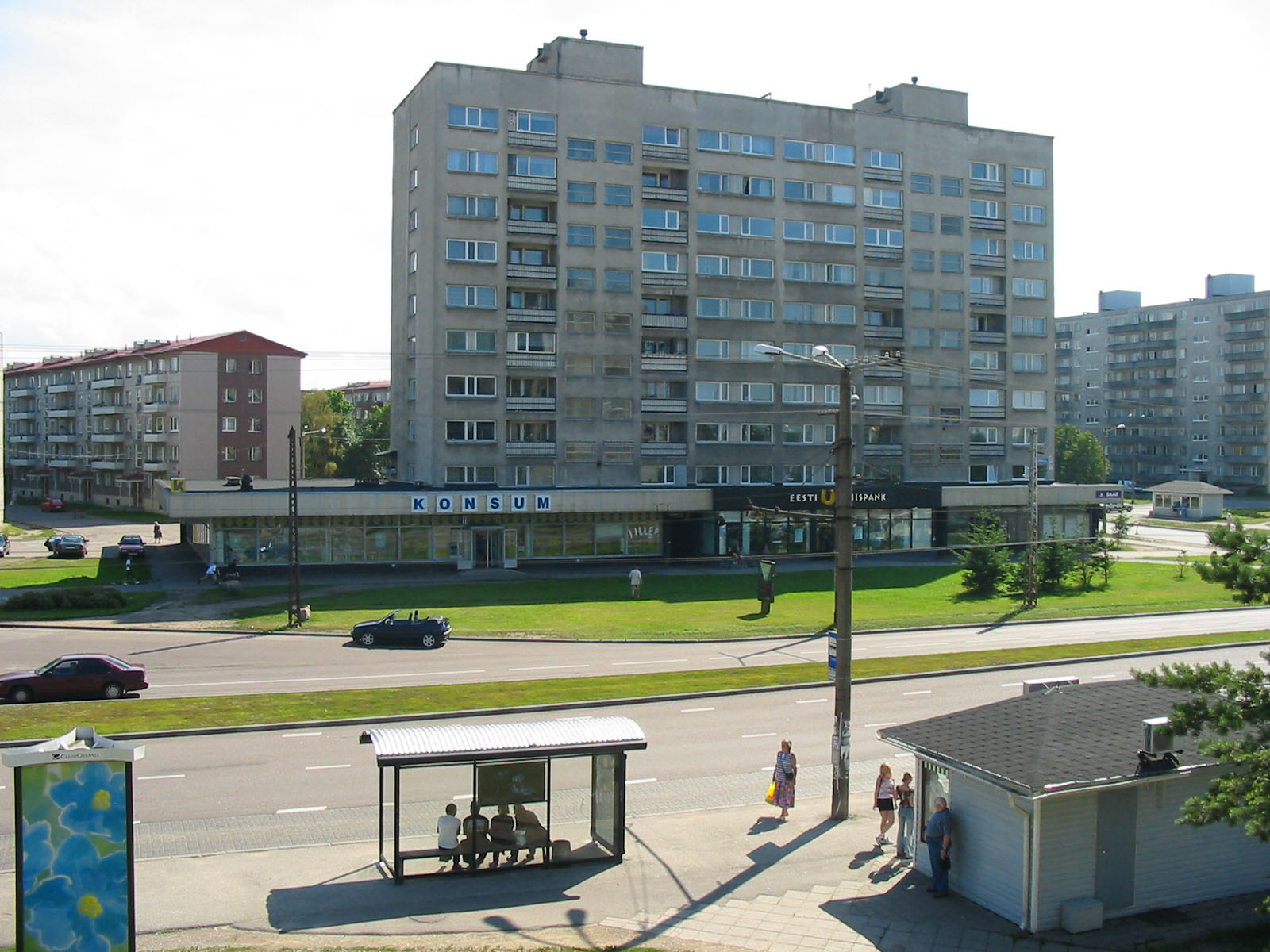
Hoogbouw aan de Sõpruse puiestee

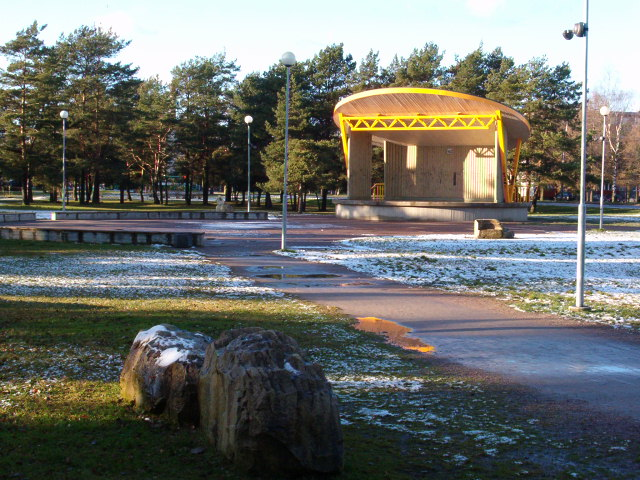
Muziektent in het Männipark

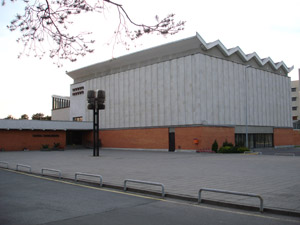
Hoofdgebouw van de Technische Universiteit Tallinn

Tot 1962 was Mustamäe onbebouwd gebied. In dat jaar begon, net als in de andere wijken van het district Mustamäe de bouw van flats volgens het Plattenbauprincipe. De nieuwe wijk werd opgezet volgens het idee van het microdistrict: groepen woongebouwen die onderling waren gescheiden door groengordels en wegen. De wijk Mustamäe telt negen microdistricten. De flats variëren van vier tot vijftien verdiepingen hoog.
In 1973 was de wijk klaar. Vanwege de slechte kwaliteit van de gebruikte bouwmaterialen en de Sovjetgewoonte om pas onderhoud te plegen als de situatie echt onhoudbaar wordt, maakte de wijk al spoedig een vervallen indruk. Na het herstel van de Estische onafhankelijkheid in 1991 is het overgrote deel van de flats gerenoveerd. Op bescheiden schaal werd Mustamäe ook een proeftuin voor energiebesparingsprojecten.

## Voorzieningen
In het noordwesten van de wijk ligt het laatste restant van  het Kadakabos (Estisch: Kadaka mets), dat vroeger veel groter was. In het zuiden, op de grens met de wijk Rahumäe, ligt het Rahumäebos (Rahumäe mets). In het midden van de wijk ligt het Männipark met een muziektent, waarin regelmatig zangkoren optreden.
In Mustamäe is de Technische Universiteit Tallinn gevestigd (de campus ligt in de wijk Kadaka). De wijk telt vijf middelbare scholen. Een daarvan is het Duitse Gymnasium (Tallinna Saksa Gümnaasium), waar naast lessen in het Estisch ook lessen in het Duits worden gegeven. Daarnaast is Engels verplicht en kunnen de leerlingen ook Russisch, Zweeds en Frans leren.
In Mustamäe ligt een groot ziekenhuis, het Põhja-Eesti Regionaalhaigla (‘regionaal ziekenhuis voor Noord-Estland’).

## Vervoer
In Mustamäe beginnen vijf trolleybuslijnen: 
- Lijn 1 naar het warenhuis Tallinna Kaubamaja in het centrum.
- Lijn 3 naar het warenhuis Tallinna Kaubamaja via een andere route.
- Lijn 4 naar het Baltische Station.
- Lijn 5 naar het Baltische Station via een andere route.

Lijn 4 begint bij de Keskuse tee en de overige lijnen bij de Akadeemia tee.
Daarnaast heeft de wijk diverse buslijnen. Daaronder zijn ook lijn 24 (de vroegere trolleybuslijn 2) naar de Nationale Opera Estonia in het centrum en lijn 72 (de vroegere trolleybuslijn 9) naar Kopli, die nu door dieselbussen worden gereden.